# Andrzej Krotoski (zm. 1621)
Andrzej Krotoski herbu Leszczyc (zm. w 1621 roku) – kasztelan kaliski w 1620 roku.
Jako senator wziął udział w sejmie zwyczajnym 1620 roku.
Syn wojewody inowrocławskiego Andrzeja i Urszuli z Ostrorogów. Żonaty z Dorotą Uchańską, miał z nią córkę Urszulę.
Studiował na Uniwersytecie w Bazylei w 1582 roku. 